# Schlößlein (Rothenburg ob der Tauber)
Schlößlein ist ein Gemeindeteil der Großen Kreisstadt Rothenburg ob der Tauber im Landkreis Ansbach (Mittelfranken, Bayern). Schlößlein liegt in der Gemarkung Rothenburg ob der Tauber.

## Geographie
Schlößlein ist mittlerweile als Haus Nr. 8, 10, 12 der Weinsteige aufgegangen.

## Geschichte
Mit dem Gemeindeedikt (frühes 19. Jahrhundert) wurde der Ort dem Steuerdistrikt und der Munizipalgemeinde Rothenburg ob der Tauber zugeordnet.

## Einwohnerentwicklung
| Jahr      | 001837 | 001840 | 001871 | 001885 | 001900 | 001925 | 001950 | 001961 | 001970 | 001987 |
| Einwohner | 8      | 8      | 5      | 5      | 16     | 2      | 8      | 7      | *      | *      |
| Häuser    | 2      | 2      |        | 1      | 2      | 1      | 1      | 2      |        | *      |
| Quelle    | [ 6 ]  | [ 7 ]  | [ 8 ]  | [ 9 ]  | [ 10 ] | [ 11 ] | [ 12 ] | [ 13 ] | [ 14 ] | [ 15 ] |

## Religion
Der Ort ist seit der Reformation evangelisch-lutherisch geprägt und bis heute nach St. Jakob (Rothenburg ob der Tauber) gepfarrt. Die Einwohner römisch-katholischer Konfession sind nach St. Johannis (Rothenburg ob der Tauber) gepfarrt.